# Barrage de Chilhowee
Le barrage de Chilhowee, en anglais : Chilhowee Dam, est un barrage situé sur le ressort des comtés de Blount et Monroe dans le Tennessee aux États-Unis. Il retient la rivière Little Tennessee. Il s'agit d'un barrage poids, en béton, d'une hauteur de 266 m, construit, à partir de 1955 et achevé en 1957, dans le but de produire de l'énergie hydroélectrique. Les trois turbines Kaplan ont une capacité maximale de 48 mégawatts.

## Source de la traduction
- (en) Cet article est partiellement ou en totalité issu de l’article de Wikipédia en anglais intitulé « Chilhowee Dam » (voir la liste des auteurs).